# Phenacoccus orcinus
Phenacoccus orcinus är en insektsart som beskrevs av De Lotto 1964. Phenacoccus orcinus ingår i släktet Phenacoccus och familjen ullsköldlöss. Inga underarter finns listade i Catalogue of Life.